# Marc Taraskoff
Marc Taraskoff, nom de plume de Marc Fleischer, né le 25 décembre 1955  à Boulogne-Billancourt, et mort le 2 mars 2015 à Bruxelles, est un peintre et illustrateur français. 
Il est le frère du pianiste Zool Fleischer, et membre de l'Académie du Jazz. 

## Biographie
Après un cursus classique au lycée Jacques-Decour à Paris, pendant ses études de philosophie, de 1975 à 1978, Marc Taraskoff est libraire, avant de devenir illustrateur. Son premier travail publié est la couverture du roman Hitler et Staline montent en ballon de Gérard Guicheteau.
Parmi ses œuvres, il a entre autres dessiné des affiches de festival, notamment de jazz dont il est passionné (Calvi Jazz Festival), des Journées Georges Brassens à Paris, un millier de couvertures de livres pour les éditions : Balland, Grasset, Omnibus, 10/18, Pocket, Gallimard, Plon, Robert Laffont, Albin Michel, Le Livre de poche, Denoël, etc., environ 800 portraits pour le journal Le Monde de 1996 à 2004, des timbres-poste de France métropolitaine et de l'outre-mer depuis 1996.
En mars 2005, il est nommé conseiller artistique de la commission philatélique de Saint-Pierre-et-Miquelon. Dans ce rôle, il doit aider l'Administration postale et les artistes locaux à créer les timbres-poste de l'archipel, et servir de médiateur avec ITVF (devenu depuis Philaposte Boulazac) qui imprime les timbres-poste français.
Le numéro 273 de Timbres magazine de janvier 2025 consacre trois pages à Marc Taraskoff, signées par Cyril de La Patellière.

## Publications

### Couverture de roman
- Julie Tempête de Nicole Courcel, Robert Laffont, 1980.
- Les os de ma bien-aimée de Jack Thieuloy, Balland, 1980.
- Les bêtes curieuses de Jean-Marc Roberts, Balland, 1980.
- La Vie mode d'emploi de Georges Perec, Hachette, 1980.
- La Clôture de Georges Perec, Hachette, 1980.
- Signor Giovanni de Dominique Fernandez, Balland, 1981.
- Solal d'Albert Cohen, coll. « Folio », Gallimard, 1981.
- La cérémonie des adieux de Simone de Beauvoir, coll. « Folio », Gallimard, 1981.
- Le lapin de lune d'Alain Gerber, Robert Laffont, 1982.
- Les jours de vin et de roses d'Alain Gerber, Robert Laffont, 1982.
- Les Années-sandwiches de Serge Lentz, Robert Laffont, 1982.
- La sourde oreille de Tony Cartano, Balland, 1982.
- Pourquoi pas Métrobate de Maurice Pons, Balland, 1982.
- Le visiteur de l'été de Patrice Laffont, Robert Laffont, 1983.
- La Leçon d'automne de Stéphane Denis, Albin Michel, 1983.
- Un rocker de trop de Paul Fournel, Balland, 1983.
- La gifleuse de Patrick Reumaux, Balland, 1983.
- Une rumeur d'éléphant d'Alain Gerber, Robert Laffont, 1984.
- Fond de cale de Jean-Claude Pirotte, Le Sycomore, 1984.
- Sangs mêlés de Michel Tauriac, La Table Ronde, 1984.
- Les heureux jours de Monsieur Ghichka d'Alain Gerber, Robert Laffont, 1984.
- Les eaux dérobées de Patricia Highsmith, Calmann-Lévy, 1985.
- La statue de Freud de Gérard Zwang, Robert Laffont, 1985.
- Les Marx Brothers d'Yves Alion, Edilig, 1985.
- Vladimir Roubaïev de Serge Lentz, Robert Laffont, 1985.
- L'Angevine de René Fallet, Folio/Gallimard, 1985.
- Avec mon meilleur souvenir de Françoise Sagan, coll. « Folio », Gallimard, 1985.
- Le contrôleur du Rialto de Robert Gordienne, Robert Laffont, 1986.
- Le verger du diable d'Alain Gerber, Grasset et Le Livre de poche, 1986.
- Lord John de Jean-Baptiste Baronian, Hermé, 1986.
- Qui se souvient des hommes... de Jean Raspail, Robert Laffont, 1986.
- Appelez moi mademoiselle de Félicien Marceau, coll. « Folio », Gallimard, 1986.
- La ballade du nègre blanc de Jean Wagner, Robert Laffont, 1987.
- La route Napoléon de Max Gallo, Robert Laffont, 1987.
- J'avoue que j'ai vécu de Pablo Neruda, coll. « Folio », Gallimard, 1987.
- La Connaissance Inutile de Jean-François Revel, Grasset, 1988.
- Je t'aime, Albert de Charles Bukowski, Grasset, 1988.
- Sans domicile fixe de Marilène Clément, Gallimard, 1988.
- Pêcheur de lunes de Jean Raspail, Robert Laffont, 1990.
- L'Abbé C. de Georges Bataille, coll. « Folio », Gallimard, 1990.
- Portraits en jazz d'Alain Gerber, Renaudot et Cie, 1990.
- Sanctus de Michel Quint, Terrain vague, 1990.
- Supermarché rayon bonheur de Chantal Pelletier, Manya, 1990.
- Hollywood de Charles Bukowski, Grasset, 1991.
- Mylenia ou la maison du silence d'Alain Gerber, Robert Laffont, 1991.
- Les faux-monnayeurs d'André Gide, Folio, 1992.
- Jouer du piano ivre... de Charles Bukowski, Grasset, 1992.
- Les Nourritures terrestres, Les Nouvelles Nourritures de André Gide, Gallimard, 1993.
- Les éléments du désastre d'Alvaro Mutis, Grasset, 1993.
- Carnets 1978 d'Albert Cohen, coll. « Folio », Gallimard, 1993.
- Conduite intérieure de Pierre Marcelle, Manya, 1993.
- Une ombre en vadrouille d'Osvaldo Soriano, Grasset, 1994.
- Ivresse de la métamorphose de Stefan Zweig, Le Livre de poche, 1994.
- Un homme libre de Philippe Bouvard, Grasset, 1995.
- Journal d'un vieux dégueulasse de Charles Bukowski, Grasset, 1996.
- Lettre à ma mère de Georges Simenon, Carnets/Omnibus, 1997.
- Chut ! de Jean-Marie Gourio, Pocket, 1998.
- L'étrange Monsieur Joseph d'Alphonse Boudard, Robert Laffont, 1998.
- L'eau des fleurs de Jean-Marie Gourio, Pocket, 1999.
- Les Chroniques de San Francisco d'Armistead Maupin (7 volumes), 10/18, 2000.
- La rivière à l'envers de Jean-Claude Mourlevat, Pocket, 2000.
- Hannah de Jean-Claude Mourlevat, Pocket, 2002.
- Alexis Zorba de Níkos Kazantzákis, Pocket, 2002.
- La traversée du miroir de Patrick Poivre d'Arvor, Balland, 2003.
- Moi j'aime pas la mer de Françoise Xénakis, Balland, 2004.
- La maison Etcheverry d'André-Jean Lafaurie (3 volumes), Anne Carrière, 2004-2005.
- Au sud de nulle part de Charles Bukowski, Le Livre de poche, 2005.
- Le siècle des chimères de Philippe Cavalier (4 volumes), Anne Carrière, 2005-2007.
- Chet Baker (déploration) de Zéno Bianu, Le Castor astral, 2008.
- Deuxième chronique du règne de Nicolas 1er de Patrick Rambaud, Grasset et Le Livre de poche, 2009.
- 87e District d'Ed McBain (9 volumes), Omnibus, 1999-2009.
- Troisième chronique du règne de Nicolas 1er de Patrick Rambaud, Grasset, 2010.
- Black Billie de Claude Beausoleil, Le Castor astral, 2010.
- Saveur du temps de Jean d'Ormesson, Pocket, 2010.
- Coups de feu dans la nuit de Dashiell Hammett, Omnibus, 2010.
- Étranges vérités de Vera Caspary, Omnibus, 2011.
- Ballade de Frankie d'Eric Sarner, Le Castor astral, 2011.
- Le cycle de Mars d'Edgar Rice Burroughs, Omnibus, 2012.
- Rendez-vous en noir de William Irish, Omnibus, 2012.
- John Coltrane (méditation) de Zéno Bianu, Le Castor astral, 2012.

### Timbre de France
- « Personnages célèbres : Héros français du roman policier », série de six timbres et carnet, 7 octobre 1996. Sont représentés : Rocambole, Fantômas, Arsène Lupin, Rouletabille, Maigret, Nestor Burma.
- « Unicef 1946-1996 », 28 octobre 1996.
- « André Malraux 1901-1976 », gravé par Jacky Larrivière, 25 novembre 1996.
- « René Caillié 1799-1838 », gravé par André Lavergne, 28 juin 1999.
- « Personnages célèbres : Grands Aventuriers français », série de six timbres et carnet, mis en page par Jean-Paul Cousin, 18 septembre 2000. Sont représentés : Alexandra David-Néel, Haroun Tazieff, Paul-Émile Victor, Norbert Casteret, Jacques-Yves Cousteau et Éric Tabarly.
- « Jeux olympiques de Sydney », mis en page par Aurélie Baras, 11 septembre 2000. Les sports représentés sont le cyclisme sur piste, l'escrime, la course de relais, le judo et le plongeon.
- « Jacques Chaban-Delmas 1915-2000 », gravé par Jacky Larrivière, 12 novembre 2000.
- « Jean Vilar 1912-1971 », gravé par Pierre Albuisson, 8 juin 2001.
- « Fontaine Nejjarine et Fontaine Wallace » deux timbres, émission conjointe avec le Maroc,14 décembre 2001.
- « Georges Perec 1936-1982 », gravé par Pierre Albuisson, 23 septembre 2002.
- « Capitales européennes : Rome », bloc-feuillet de quatre timbres mis en page par Valérie Besser, 12 novembre 2002.
- « Léopold Sédar Senghor 1906-2001 », 23 décembre 2002.
- « Ahmad Shah Massoud 1953-2001 », 10 septembre 2003.
- « Félix Éboué 1884-1944 », 18 octobre 2004, avec profil du général de Gaulle pendant la Seconde Guerre mondiale.
- « Raymond Aron 1905-1983 », gravé par Jacky Larrivière, 7 octobre 2005.
- « Alain Poher 1909-1996 », gravé par Pierre Albuisson, 4 décembre 2006.
- « Capitales européennes : Bruxelles », bloc-feuillet de quatre timbres mis en page par Valérie Besser, 2 juillet 2007.
- « Championnats du monde FIS de ski alpin - Val d'Isère 2009 », bloc-feuillet de cinq timbres mis en page par l'Atelier Didier Thimonier, 31 janvier 2009.
- « Croix-Rouge 2009 », bloc-feuillet de cinq timbres mis en page par Aurélie Baras, 21 septembre 2009.
- « Europa » « Les livres pour enfants », 10 mai 2010.
- « Croix-Rouge 2010 », bloc-feuillet de cinq timbres mis en page par Aurélie Baras, 5 novembre 2010.
- « Croix-Rouge 2011 », bloc-feuillet de cinq timbres mis en page par Aurélie Baras, 7 novembre 2011.
- « Camp  des Milles 1939-1942 », gravé par Claude Andréotto, 24 septembre 2012.

### Timbre de Saint-Pierre-et-Miquelon
- « L'Archipel au Sénat », 20 juin 2006.
- « Gare à la carre ! », 23 octobre 2010.
- « La Voile », gravé par Pierre Albuisson, 20 juillet 2011.

### Timbre des Terres australes et antarctiques françaises
- « Le passage à l'euro », 2000.

### Timbre des Terres australes et antarctiques françaises et de Saint-Pierre-et-Miquelon
- « Émission commune : Escorteur d'escadre Forbin », gravé par Elsa Catelin, 3 novembre 2011.